# Sidi Moussa Majdoub
Sidi Moussa Majdoub (arabiska: سيدي موسى المجدوب) är en landskommun i Marocko. Den ligger i prefekturen Mohammedia och regionen Casablanca-Settat, 60 km sydväst om huvudstaden Rabat. Antalet invånare var 20 330 vid folkräkningen 2014.